# Wytschegodski
Wytschegodski (russisch Вычего́дский) ist eine 1942 gegründete Siedlung städtischen Typs in Nordwestrussland. Sie gehört zum Stadtkreis Kotlas innerhalb der Oblast Archangelsk und hat 12.861 Einwohner (Stand 14. Oktober 2010).

## Geographie
Wytschegodski liegt etwa 485 Kilometer südöstlich der Oblasthauptstadt Archangelsk. Der Ort befindet sich etwa 10 km flussaufwärts und östlich der Stadt Kotlas am linken Ufer eines Armes der namensgebenden Wytschegda.

## Infrastruktur
Wytschegodski liegt an der im Zweiten Weltkrieg erbauten Eisenbahnstrecke Konoscha–Kotlas–Workuta (Petschora-Eisenbahn, Streckenkilometer 1094 ab Moskau, 388 ab Konoscha), welche die Stadt Kotlas südlich umgeht. Hier zweigt eine Strecke in die Stadt Kotlas ab; zum Bahnhof Kotlas Sewerny (Kotlas Nord), ursprünglich Endpunkt der bereits 1899 eröffneten Eisenbahnstrecke von Perm über Kirow (damals Wjatka). Die Bahnstation von Wytschegodski heißt Solwytschegodsk nach der zehn Kilometer nördlich, am jenseitigen, nördlichen Ufer gelegenen ältesten Stadt der Gegend, für deren Anbindung der Bahnhof zunächst errichtet wurde.

## Einwohnerentwicklung
Die folgende Übersicht zeigt die Entwicklung der Einwohnerzahlen von Wytschegodski.
| Jahr | Einwohner |
| ---- | --------- |
| 1959 | 9.955     |
| 1970 | 10.926    |
| 1979 | 12.448    |
| 1989 | 14.491    |
| 2002 | 13.435    |
| 2010 | 12.861    |

Anmerkung: Volkszählungsdaten